# Rogóźno (powiat tomaszowski)
Rogóźno – wieś w Polsce położona w województwie lubelskim, w powiecie tomaszowskim, w gminie Tomaszów Lubelski.
Za Królestwa Polskiego istniała gmina Rogoźno.
W latach 1975–1998 miejscowość należała administracyjnie do województwa zamojskiego.
W obrębie wsi funkcjonują trzy sołectwa: Rogóźno I, Rogóźno II i Rogóźno III. Według Narodowego Spisu Powszechnego z roku 2011 wieś liczyła 1822 mieszkańców.
Wierni Kościoła rzymskokatolickiego należą do parafii św. Ojca Pio w Tomaszowie Lubelskim.

## Części wsi
| SIMC   | Nazwa           | Rodzaj    |
| ------ | --------------- | --------- |
| 902501 | Rogóźno-Folwark | część wsi |

## Historia
Rogóźno dawniej niekiedy pisane jako Roguźno lub Rogoźnik. Wieś w dawnej ziemi bełskiej wzmiankowana w dokumentach w 1422 roku.
Wieś osadził Andrzej Małdrzyk herbu Wąż, na mocy ugody zawartej z sąsiadem Wołczkiem z Gródka w sprawie korzystania z lasów Łaziska, Koczalin i Górno w otoczeniu których powstało Rogóźno.
Kolonizację wsi dokończyli Stanisław, Andrzej, Jan, Jakub i Stefan, synowie Andrzeja Małdrzyka, wprowadzając w niej prawo niemieckie, piętnastoletnią wolniznę, a po jej wygaśnięciu czynsz pieniężny, oraz utwierdzając na dużym, ośmiołanowym sołectwie szlachetnego sługę swego Piotra. W 1472 r. wieś już opłacała łanowe i była przedmiotem rodzinnych podziałów.
Do 1528 roku wieś stanowiła własność Małdrzyków (podobnie jak Ruda Wołoska i Wola Chodywaniecka), następnie z braku męskich potomków, poprzez koligacje żeńskiej część rodu przeszła w 1578 do Marcinowskich herbu Topór. Według rejestru poborowego z 1564 roku wieś posiadała 20 łanów (to jest około 336 ha) gruntów uprawnych.
W 1578 roku wieś zakupił kanclerz Jan Zamoyski, jedenaście lat później włączając ją do swej ordynacji. W 1792 roku wymieniona była w składzie ordynackiego klucza tomaszowskiego.
W 1814 roku urodził się tu Edmund Wasilewski, poeta związany z Krakowem. Według spisu z 1880 roku wieś liczyła 60 domostw i 504 mieszkańców, w tym 304 katolików.

Spis z roku 1921 (wówczas wieś umiejscowiona w gminie Pasieki) pokazał 98 domów oraz 584 mieszkańców, w tym 4 Żydów i 135 Ukraińców.

## Urodzeni w Rogóźnie
- Edmund Wasilewski (ur. 16 listopada 1814 w Rogoźnie, zm. 14 listopada 1846 w Krakowie) – polski poeta, nauczyciel, piewca Krakowa. Znany jako poeta Wolnego Miasta Krakowa, uznawany za najwybitniejszego krakowskiego poetę przed Stanisławem Wyspiańskim